# Хоцеборовиці
Хоцеборовиці (пол. Chocieborowice) — село в Польщі, у гміні Вонсош Ґуровського повіту Нижньосілезького воєводства.
Населення — 226 осіб (2011).

## Демографія
Демографічна структура станом на 31 березня 2011 року:
|          | Загалом | Допрацездатний вік | Працездатний вік | Постпрацездатний вік |
| -------- | ------- | ------------------ | ---------------- | -------------------- |
| Чоловіки | 113     | 25                 | 79               | 9                    |
| Жінки    | 113     | 26                 | 61               | 26                   |
| Разом    | 226     | 51                 | 140              | 35                   |